# Краснослободский сельсовет (Быховский район)
Краснослобо́дский сельсовет — административно-территориальная единица Быховского района Могилёвской области Белоруссии. Административная единица — агрогородок Красная Слобода.

## Состав
Включает 13 населённых пунктов:
- Красная Слобода — агрогородок.
- Липовка — деревня.
- Никоновичи — деревня.
- Новая Трасна — деревня.
- Новый Свет — деревня.
- Подгорье — деревня.
- Поповка — посёлок.
- Прибор — деревня.
- Радьков — деревня.
- Радькова Слобода — деревня.
- Старая Трасна — посёлок.
- Усохи — деревня.
- Хачинка — деревня.

Упразднённые населённые пункты
- Александров — деревня[1].